# آیوسا
سر بازرسی عملیات ایمنی پرواز یاتا که با نام آیوسا (به انگلیسی: IOSA: IATA Operational Safety Audit) نیز شناخته میشود، در سال ۲۰۰۳ توسط یاتا تاسیس شد. این واحد یکی از واحدهای یاتا می باشد که یک سیستم بین‌المللی تایید شده جهت ارزیابی واحد مدیریتی و کنترل شرکت های هواپیمایی ایجاد شده است. آیوسا از قوانین کنترل کیفی بین‌المللی برای استانداردسازی بازرسی ها با روشی اصولی، استفاده میکند.

## معرفی
بازرسی IOSA براساس استانداردهای تدوین شده خاص انجام می گیرد و ممیزی های مختلف از جمله فنی، عملیات پرواز، عملیات کابین، عملیات دیسپچ، عملیات بار، حراست و مدیریت هواپیمایی را شامل شده و پس از احراز قابلیت های مدنظر یاتا و دستورالعمل های بین‌المللی، این استاندارد جهانی صادر می شود. این بازرسی با هدف ارتقای ایمنی شرکت های هواپیمایی نیز انجام می شود و پس از آن شرکت ها می توانند از امکانات یاتا در زمینه های مختلف استفاده کنند. داشتن این استاندارد یکی از الزامات پیوستن به یاتا (انجمن بین‌المللی حمل و نقل هوایی) است که هم اکنون بالغ بر 400 شرکت در دنیا موفق به اخذ و تمدید آن شده اند. فایل پیوست شامل ، کتابچه (دستنامه) استاندارد IOSA است.

### گواهینامه حسابرسی ایمنی عملیات
در سال ۲۰۰۳ یاتا، یک واحدی جهت ارتقای سطح کیفیت شرکت های هواپیمایی و ایمن سازی این شرکت ها واحدی تحت عنوان سربازرسی ایمنی پرواز یاتا، به اختصار آیوسا، تاسیس نمود. یاتا، وظیفه نظارت بر کیفیت و امنیت پرواز ایرلاین ها و فرودگاه های مختلف در سرتاسر جهان را بر عهده دارد. یکی از گواهینامه هایی که توسط این سازمان صادر می شود، گواهینامه ممیزی ایمنی عملیات است. این گواهینامه می تواند نشان دهنده کیفیت و امنیت پرواز یک ایرلاین باشد و از اهمیت بالایی برخوردار است. گواهینامه آیوسا که گواهینامه امنیت پرواز نیز نامیده می شود ضامن کیفیت و ایمنی پرواز یک ایرلاین محسوب می شود و تمام ایرلاین هایی که عضو انجمن یاتا باشند موظف به دریافت این گواهینامه هستند.

### گواهینامه امنیت پرواز آیوسا
برنامه حسابرسی ایمنی عملیات ،یک سیستم ارزیابی شناخته شده و مورد قبول بین‌المللی است که سیستم های کنترل و مدیریت عملیاتی یک ایرلاین را ارزیابی و بررسی می کند. آیوسا از اصول حسابرسی کیفیت بین‌المللی استفاده می کند و به گونه ای طراحی شده تا یک حسابرسی استاندارد و مداوم را در مورد ایرلاین ها انجام دهد. این گواهینامه در سال ۲۰۰۳ توسط انجمن بین‌المللی حمل و نقل هوایی (یاتا) و برای نظارت بیشتر و دقیق تر بر امنیت پرواز ایرلاین ها ایجاد شد. این برنامه سیستم های کنترل و مدیریت عملیاتی ایرلاین ها را بررسی می کند و در نهایت گواهینامه ممیزی ایمنی عملیات را به آن ها اعطا می کند. این گواهینامه تا ۲ سال معتبر است و پس از آن مجدداً باید برای تمدید گواهینامه درخواست شود. انجمن یاتا با همکاری نهادهای مختلف صنعت هواپیمایی مثل FAA در ایالات متحده، اداره امنیت هوانوردی غیرنظامی استرالیا CASA، اداره حمل و نقل کانادا و سازمان های مشترک هوانوردی JAA استانداردهای حسابرسی را توسعه و گسترش داده است. انجمن یاتا بر فرایند حسابرسی و ممیزی ایرلاین ها نظارت می کند و مطمئن می شود که استانداردها و چارچوب های IOSA به طور کامل و دقیق رعایت می شود. گواهینامه IOSA استانداردهایی را اعمال می کند که در مقیاس جهانی قابل تعمیم هستند و امکان ارائه گزارش های ارزیابی عملکرد را ممکن می سازند. تمام اعضای انجمن یاتا موظف به دریافت گواهینامه IOSA هستند. همچنین برای آنکه ایرلاین ها در عضویت این انجمن باقی بمانند لازم است هر دوسال یکبار نسبت به اخذ و تمدید این گواهینامه اقدام کنند.

## نحوه حسابرسی
ممیزی و حسابرسی ایرلاین ها توسط تیمی متشکل از پنج متخصص و کارشناس و در طول ۵ روز در محل فعالیت ایرلاین انجام می شود. در حین فرایند حسابرسی، خدمات کیفیت هوایی با معیارهای IOSA مطابقت داده می شود و اسناد و مدارک مربوطه بررسی می شود. برای اعطای گواهینامه IOSA، هشت حوزه اصلی مورد بررسی قرار می گیرد:
| فارسی                          | انگلیسی                                 |
| ------------------------------ | --------------------------------------- |
| سیستم مدیریت و سازماندهی       | Organization and Management System      |
| کنترل عملیات و دیسپچ پرواز     | Operational Control and Flight Dispatch |
| مهندسی تعمیر و نگهداری هواپیما | Aircraft Engineering and Maintenance    |
| عملیات های داخل کابین          | Cabin Operations                        |
| عملیات های حمل و نقل زمینی     | Ground Handling Operations              |
| عملیات کارگو و بار             | Cargo Operations                        |
| مدیریت امنیت                   | Security Management                     |
| عملیات پرواز                   | Flight Operations                       |

پس از آنکه ایرلاین تمام این مراحل را با موفقیت پشت سر گذاشت و استانداردهای لازم را در تمام این هشت حوزه کسب کرد گواهینامه IOSA به آن ایرلاین اعطا می شود. مدت زمان اعتبار گواهینامه IOSA دو سال است و از ۱۵۰ روز قبل از اتمام اعتبار می توان نسبت به تمدید و تجدید گواهینامه اقدام کرد.

## مزایای اخذ گواهینامه آیوسا
مزایای این گواهینامه شامل موارد زیر میشود:
- مدرک بین‌المللی و معتبر برای کیفیت و امنیت عملیات
- بهبود مداوم و دسترسی به بهترین شیوه ها در صنعت هواپیمایی
- صرفه جویی در هزینه و وقت
- فروش بهتر و کسب اعتبار بیشتر ایرلاین
- اجرای برنامه حسابرسی کیفیت تحت نظارت و سرپرستی انجمن حمل و نقل هوایی (یاتا)
- بروزرسانی و آپدیت مداوم استانداردها به منظور ارائه بهترین کیفیت و امن ترین عملیات اجرایی
- حسابرسی و ممیزی رسمی و مورد اطمینان با استفاده از حسابرسان آموزش دیده و مجرب
- بهبود کیفیت عملیات و افزایش امنیت پرواز
- ایجاد فرصت های بیشتر جهت همکاری های بین‌المللی

## اهداف گواهینامه آیوسا

### امنیت
- حمایت و پشتیبانی از بهبود امنیت پرواز در سطح جهانی از طریق اعمال استانداردهای IOSA
- حفظ و بهبود موقعیت IOSA به عنوان استاندارد عملیاتی پیشرو در جهان

### اثربخشی
- حذف گواهینامه های متفرقه و پراکنده از طریق یکپارچه سازی استانداردها در گواهینامه IOSA
- بهبود مداوم اثربخشی پروتکل ها و فرایندهای حسابرسی برنامه IOSA
- تلاش برای هرچه ساده تر کردن فرایند حسابرسی

### یکپارچه سازی
- حمایت و ترویج از تمامیت و یکپارچگی برنامه IOSA در سرتاسر جهان
- اعمال و نظارت دقیق برا فرایندهای حسابرسی گواهینامه IOSA
- سازگاری و همسو بودن با اهداف و ماموریت انجمن یاتا

## بر پایه کشور

### ایران
در ایران پس از بازرسی های سالانه از شرکت‌ها، تنها ۵ شرکت هواپیمایی دارای این گواهینامه می باشند. این شرکت ها شامل ایران ایر، ایران ایرتور، هواپیمایی آسمان، هواپیمایی ماهان و کیش ایر می باشد.
| نام شرکت        | کد یاتا | کد ایکائو | شماره عضویت |
| --------------- | ------- | --------- | ----------- |
| ایران ایر       | IR      | IRA       | 096         |
| ایران ایرتور    | B9      | IRB       | 491         |
| ماهان ایر       | W5      | IRM       | 537         |
| کیش ایر         | Y9      | IRK       | 780         |
| هواپیمایی آسمان | EP      | IRC       | 815         |